# Недільний обід у шпиталі
Недільний Обід у Шпиталі — громадська ініціатива, створена на підтримку постраждалих у зоні проведення АТО бійців, котрі перебувають на лікуванні в Національний військово-медичний клінічний центр «Головний військовий клінічний госпіталь»

## Історія
Ініціатива з'явилась на початку 2016 року, який по всьому світу було оголошено Святим Роком МИЛОСЕРДЯ Ювілейний рік в межах бібліотечного проекту «Фактор війни. Мислення про майбутнє» у Бібліотеці імені м. Реріха
Засновниками є письменниця Морозенко Марія Миколаївна та бібліотекарі ЦБС Солом'янського району м Києва Іванна Щербина і Ксенія Палій.
У 2016 році було зорганізовано й проведено 45 недільних зустрічей у 15-ти бібліотеках району, та по одній зустрічі у Музей книги та друкарства України та Публічна бібліотека імені Лесі Українки
У 2016 році приготовлено та передано у клініку психіатрії близько 2500 тисяч комплексних обідів
у 2017 році — 52 зустрічі у 17-ти бібліотеках району
у 2018 році — 50 зустрічей у 17-ти бібліотеках району
у 2019 році — 44 зустрічі у 17-ти бібліотеках району
у 2020 році — 3 зустрічі у 3-х бібліотеках району

## Діяльність
Щонеділі активісти та небайдужі люди збираються в одній з бібліотек Солом'янського району https://web.archive.org/web/20170507174211/http://lib.solor.gov.ua/  та в складчину готують і відвозять до госпіталю домашні обіди. 
Координація ініціативи відбуваається на сторінці спільноти у Фейсбуці 
Підтримують рух як окремі активісти, журналісти, користувачі бібліотек, так і громадські організації  
17 грудня 2020 у приміщенні київської Публічної бібліотеки імені Лесі Українки відбулося нагородження грамотами Міністерства Оборони України ініціаторів та активних учасників громадської ініціативи “Недільний обід у шпиталі”.
Ініціатором нагородження є Публічна бібліотека імені Лесі Українки.